# Reserva de la Biosfera Montes Azules

## Reserva de la Biosfera Montes Azules
La Reserva de la Biósfera Montes Azules es un Área Natural Protegida ubicada en el estado de Chiapas, México. Fue decretada el 12 de enero de 1978 y forma parte de la Selva Lacandona. Es reconocida por su elevada biodiversidad y por la conservación de ecosistemas tropicales húmedos. En 1979, fue incorporada a la Red Mundial de Reservas de la Biósfera de la UNESCO.

## Ubicación y extensión
La reserva se localiza en el oriente del estado de Chiapas, dentro de la Selva Lacandona. Abarca aproximadamente 331,200 hectáreas y se extiende por los municipios de Ocosingo, Las Margaritas y Maravilla Tenejapa. Limita al norte con los ríos Usumacinta y Tulijá, al este con la frontera con Guatemala, al sur con los Altos de Chiapas y al oeste con la cuenca del río Tulijá.

## Características ecológicas
Montes Azules constituye una de las áreas de selva tropical húmeda más extensas y mejor conservadas de México. Aunque representa apenas el 0.16 % del territorio nacional, alberga cerca del 20 % de su biodiversidad. Su vegetación predominante es la selva alta perennifolia, con presencia también de selva mediana y zonas de humedales.

## Biodiversidad

### Flora
Se han registrado más de 3,400 especies de plantas vasculares. Algunas especies destacadas incluyen:
- Caoba (*Swietenia macrophylla*)
- Cedro rojo (*Cedrela odorata*)
- Chicozapote (*Manilkara zapota*)
- Palo de rosa (*Tabebuia rosea*)
- Encino (*Quercus peduncularis*)
- Ceiba (*Ceiba pentandra*)
- Orquídeas (hasta 70 especies en un solo árbol)

Una sola hectárea puede contener hasta 160 especies de plantas vasculares y miles de árboles. En los árboles más grandes, se han identificado cientos de especies de insectos, incluyendo escarabajos y hormigas.

### Fauna
La fauna de la reserva es igualmente diversa, con presencia de numerosas especies amenazadas o en peligro de extinción.
- Mamíferos:

```
 * Jaguar (*Panthera onca*)
 * Tapir centroamericano (*Tapirus bairdii*)
 * Mono saraguato (*Alouatta palliata*)
 * Mono araña (*Ateles geoffroyi*)
 * Pecarí de labios blancos (*Tayassu pecari*)
 * Oso hormiguero (*Tamandua mexicana*)
 * Oso hormiguero dorado (*Cyclopes didactylus*)
 * Tepezcuintle (*Cuniculus paca*)
 * Sereque (*Dasyprocta punctata*)
 * Murciélago orejas de embudo (*Natalus stramineus*)
```

- Aves:

```
 * Guacamaya roja (*Ara macao*)
 * Águila harpía (*Harpia harpyja*)
 * Quetzal (*Pharomachrus mocinno*)
 * Águila albinegra (*Spizaetus melanoleucus*)
```

- Reptiles y anfibios: más de 100 especies registradas.

- Peces: al menos 40 especies de agua dulce.[3]

## Zonificación y manejo
La reserva está dividida en tres zonas con diferentes criterios de uso:
- Zona núcleo: destinada a la conservación estricta; solo se permite investigación científica y monitoreo ambiental.
- Zona de uso tradicional: permite actividades de subsistencia realizadas por comunidades indígenas locales.
- Zona de aprovechamiento sustentable: se permite el uso regulado de recursos naturales.

El programa de manejo vigente, publicado en 2002, establece lineamientos para el uso, conservación y desarrollo en el área.

## Actividades humanas y conservación
La Comisión Nacional de Áreas Naturales Protegidas (CONANP) coordina acciones de conservación junto con comunidades locales. Existen 42 vigilantes comunitarios que colaboran en la protección del área, además de programas de restauración ecológica, reforestación con viveros y colecta de semillas. También se promueve la educación ambiental con enfoque en agroecología, manejo de residuos y prácticas productivas sostenibles.

## Problemas socioambientales
La reserva enfrenta diversas amenazas, entre las que destacan:
- Deforestación por expansión agrícola, tala ilegal y prácticas como la roza-tumba-quema.
- Asentamientos irregulares, que ejercen presión sobre los recursos y generan conflictos por tenencia de la tierra.
- Caza furtiva y extracción no regulada de flora y fauna.
- Conflictos agrarios que afectan la gobernanza del territorio.
- Cambio climático, cuyas consecuencias incluyen sequías severas que han afectado los sistemas lagunares como Metzabok y Najá.[5]